# Leonardo Julio Capuz

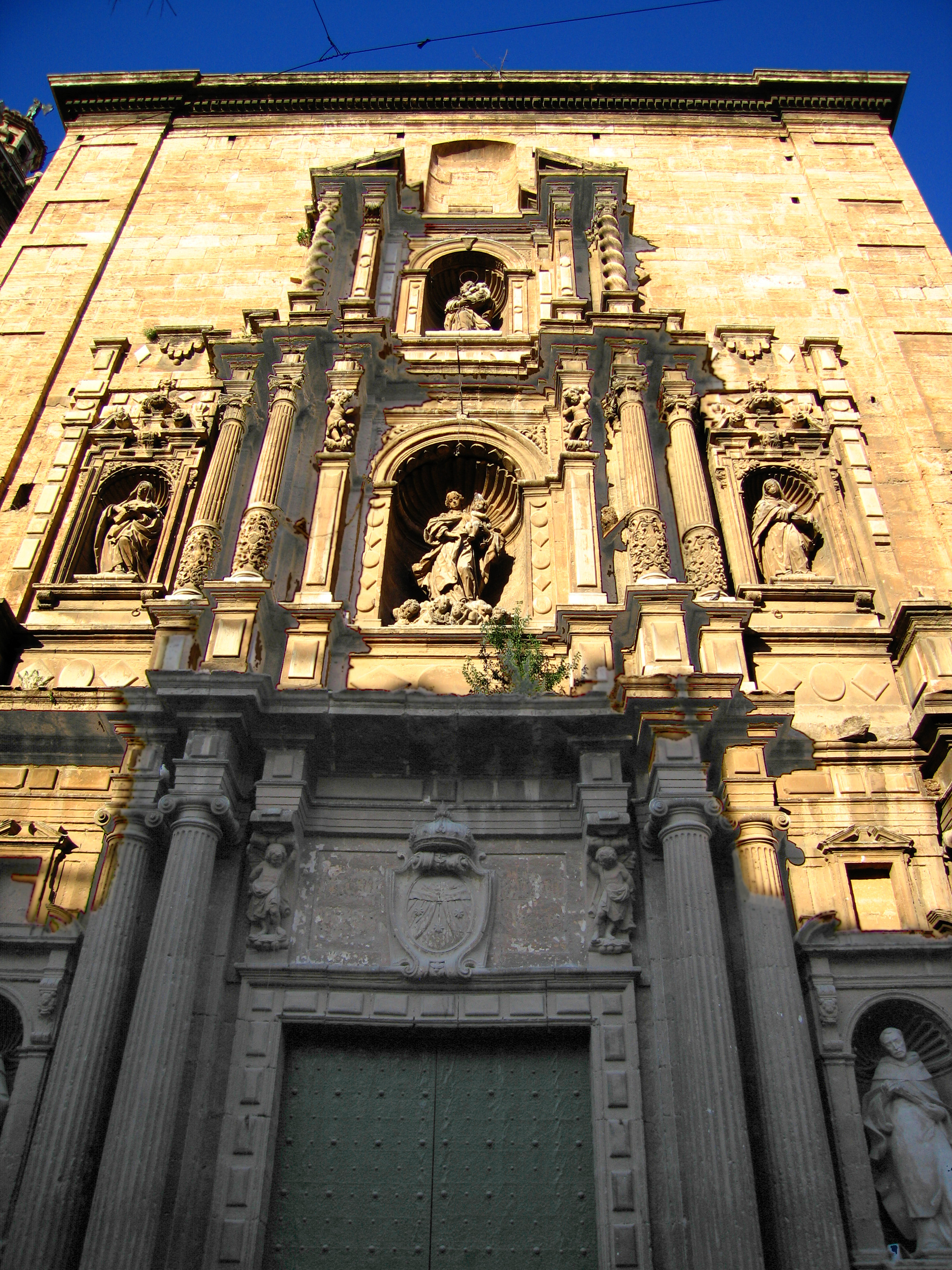
Facciata barocca della chiesa dell'antico Centre del Carme

Leonardo Julio Capuz (Ontinyent, 10 aprile 1660 – Valencia, 8 aprile 1731) è stato uno scultore spagnolo, discepolo di José Benito de Churriguera.

## Biografia
Appartenente ad una famiglia di scultori genovesi con sede a Valencia; suo fratello Raimundo Capuz, anche lui scultore, come suo padre. Influenze francesi e tedesche possono essere viste nel suo lavoro, collegando la scultura rinascimentale valenciana di Damiàn Forment e Juan Muñoz con la scultura neoclassica di Ignacio Vergara e José Esteve Bonet. Introdusse l'uso della salomonica nella comunità Valenciana.
A lui si devono diverse sculture barocche tra le quali sottolineano quella di Tommaso di Villanova e di Vincenzo Ferrer conservate nella chiesa del Salvatore di Valencia, la scultura di Felippo V che si trova nel Museo di belle arti di Valencia e quella di San Michele nella chiesa di Benigánim. Oltre al Cristo disteso che si trova nella Cattedrale di Valencia, è anche autore della pala d'altare della Cueva de Santa Altura, della pala di San Pietro e San Paolo della Collegiata di San Bartolomeo a Belmonte (Cuenca) e, quella che è la sua prima opera documentata e purtroppo scomparsa, la pala d'altare maggiore della chiesa di Burjassot, così come le facciate della chiesa di Santos Juanes e della chiesa di Santa Cruz, entrambe a Valencia.